# Year of the Horse
Year of the Horse è un doppio live album di Neil Young e dei Crazy Horse uscito nel 1997.
Il titolo viene suggerito da David Briggs, amico di Neil, il quale infatti poco prima di morire gli consigliò di tornare alle origini perché quello era "l'anno del cavallo".
Lo stesso titolo è stato dato al documentario, che il regista Jim Jarmusch ha girato, seguendo il gruppo nel tour del 1996.

## Tracce
Tutte scritte da Neil Young.

### Disco 1
1. "When You Dance" – 6:20
2. "Barstool Blues" – 9:02
3. "When Your Lonely Heart Breaks" – 5:04
4. "Mr. Soul" – 5:05
5. "Big Time" – 7:28
6. "Pocahontas" – 4:50
7. "Human Highway" – 4:07

### Disco 2
1. "Slip Away" – 10:52
2. "Scattered" – 4:00
3. "Danger Bird" – 13:34
4. "Prisoners" – 6:40
5. "Sedan Delivery" – 7:16

## Musicisti
- Neil Young: chitarra, piano, armonica, voce
- Poncho Sampedro: chitarra, tastiere, voce
- Billy Talbot: basso, voce
- Ralph Molina: batteria, percussioni, voce